# El Chirú
El Chirú ist ein Corregimiento des Bezirks Antón in der Provinz Coclé in Panama. Bei der Volkszählung im Jahr 2023 hatte es 3889 Einwohner. Das Corregimiento erstreckt sich über eine Fläche von 109,9 km².

## Bevölkerung
Die folgende Tabelle zeigt die Bevölkerung des Corregimientos El Chirú, wie es in den Volkszählungen 2000, 2010 und 2023 erfasst wurde.
| Jahr         | 2000 | 2010 | 2023 |
| ------------ | ---- | ---- | ---- |
| Einwohner    | 2830 | 3623 | 3889 |
| davon Männer | 1446 | 1884 | 1970 |
| davon Frauen | 1384 | 1739 | 1919 |

## Orte
Im Corregimiento El Chirú befinden sich folgende Orte:
- Buen Retiro
- Buena  Ventura
- El Chirú
- El Hatillo
- El Rincón
- Hacienda Multiganadera
- Hacienda Santa Mónica
- Hato Viejo
- Juan Hombrón
- Llano Grande
- Llano Sánchez
- Los Aguilares
- Palo Verde
- Pueblo Nuevo
- Quebrada Las Yeguas
- Río Chico
- Senderos de Santa Mónica